# رابطة (نمط تنظيمي)
رابطة (بالإنجليزية: League)‏ وتسمى احيانًا بلفظ: عُصبة، هي نمط تنظيمي إداري لإدارة وتنظيم مجموعة من الناس تحت مسمى معين وأهداف معينة، وعادةً لا تكون ربحية. الرابطة تشبه الى حد كبير الجمعيات، إلا أن عموم الفرق الجوهري هو في كون الجمعية عادة ما تكون محلية وذات أهداف معينة وتشمل تنظيما أعقد ومكتوبا، بينما الرابطة أشبه بالصداقة أو الاتحاد غير المكتوب.